# Médecine maritime

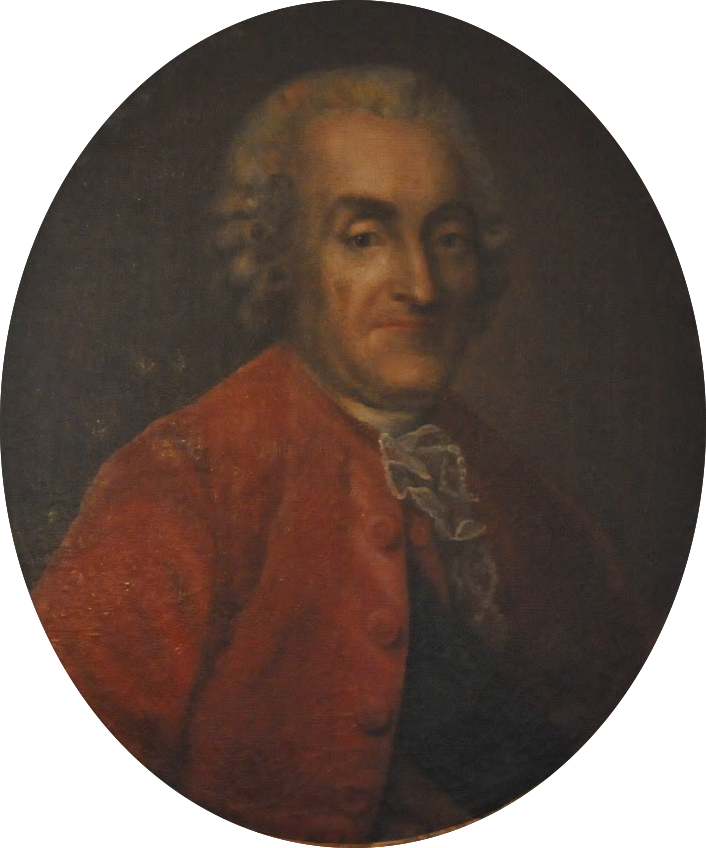
Jean Cochon-Dupuy (auteur inconnu - musée national de l'ancienne école de médecine navale)

La médecine maritime, ou médecine navale, est la branche de la médecine spécialisée dans le diagnostic et le traitement des maladies qui se développent à bord des navires.
Avant le XVIIIe siècle, il y avait seulement un barbier à bord des navires qui pouvait effectuer quelques interventions chirurgicales à l'aide d'un rasoir ou d'un bistouri. Jean Cochon-Dupuy, premier médecin du port de Rochefort, constate l'émergence de nouvelles maladies et l'augmentation de la mortalité à bord. En 1722, il persuade la couronne de créer la première école de médecine navale au sein de l’hôpital de Rochefort.
En 2022, le musée de la marine de Rochefort fête le tricentenaire de la médecine maritime.